# Hesperolpium slevini
Hesperolpium slevini är en spindeldjursart som först beskrevs av Chamberlin 1923.  Hesperolpium slevini ingår i släktet Hesperolpium och familjen Olpiidae. Inga underarter finns listade i Catalogue of Life.